# ۷۵۲ (خورشیدی)
۷۵۲ هفتصد و پنجاه و دومین سال هجری خورشیدی است.